# Louis-Léon Lesieur-Desaulniers
Pour l’article homonyme, voir Desaulniers.
Louis-Léon Lesieur Desaulniers (20 février 1823-31 octobre 1896) est un médecin et homme politique fédéral du Québec.

## Biographie
Né à Yamachiche dans le Bas-Canada, il est le fils de François Lesieur Desaulniers (1785 – 1870) qui fut représentant de la région de Saint-Maurice à l'Assemblée législative de la province du Canada. Il étudie au Séminaire de Nicolet et ensuite la médecine à Trois-Rivières et à l'Université Harvard. Après avoir passé son diplôme en 1846, il retourne dans son village natal. Élu représentant de Saint-Maurice dans l'Assemblée du Bas-Canada en 1854, il est réélu en 1858 et en 1861 en tant que membre du Parti bleu. Défait en 1863, il revient en politique fédérale en 1867 en tant que représentant du Parti conservateur. Après avoir démissionné en 1868, il devient d'abord inspecteur et ensuite président d'une agence québécoise affectée aux prisons et aux asiles. Il fait un retour en politique fédérale en 1878. Réélu en 1882, il est défait en 1891.
Son fils, Eugène Merrill Desaulniers, fut membre de l'Assemblée législative du Québec et son cousin, Alexis Lesieur Desaulniers, a été député fédéral de la circonscription de Maskinongé.